# Scylaticus laevinus
Scylaticus laevinus är en tvåvingeart som först beskrevs av Walker 1849.  Scylaticus laevinus ingår i släktet Scylaticus och familjen rovflugor. Inga underarter finns listade i Catalogue of Life.